# Tin (Burkina Faso)
Pour les articles homonymes, voir Tin (homonymie).
Tin est une commune rurale située dans le département d'Orodara de la province de Kénédougou dans la région des Hauts-Bassins au Burkina Faso.

## Géographie
Tin est située à 6 km au nord de Lidara et à 13 km au nord-ouest d'Orodara sur la route régionale 26.

## Santé et éducation
Tin accueille un centre de santé et de promotion sociale (CSPS).